# Anadinni, Bagalkot
Anadinni là một làng thuộc tehsil Bagalkot, huyện Bagalkot, bang Karnataka, Ấn Độ.